# Досріус
Досріус — муніципаліт у комарці Маресма в Каталонії, Іспанія, розташований у внутрішній частині комарки на кордоні зі Східними долинами та очолює Аргентонський Рієра. Оригінальна назва, вперше зареєстрована в 963 році, «Duos Rios». Буквально це означає «Дві річки» і відноситься до двох річок, які зливаються, утворюючи Арджентона Рієра, і це відображено на гербі. Ці річки рідко течуть, хоча швидко наповнюються під час вологої погоди, що спричиняє перешкоди в селі через вузькі вулиці, які є одним напрямком. Новіші будинки та школа розташовані на іншому березі річки, і виїзд із житла, що знаходиться далі в долині, часто відбувається цим шляхом через поганий стан новозбудованої «Ронда де Дальт» (Верхня об’їзна дорога). Було побудовано міст, який би полегшив цю проблему, хоча його досі не відкрили через призупинені наразі будівельні роботи, які є частиною того самого проекту. Коли міст буде відкритий для руху, невідомо.

## Економіка
Економіка муніципалітетів базується на різноманітних виробничих процесах, де переважає текстильна промисловість, а також є домом для однієї з двох фабрик "Torres" з виробництва хрустких продуктів. Туризм також відіграє значну роль, тут є діючий заповідник ослів і великий парк пригод, а також територія, яка приваблює велику кількість пішоходів і вершників.

## Населення
| 1991 | 1996 | 2001 | 2006 |
| ---- | ---- | ---- | ---- |
| 1211 | 2269 | 3098 | 4469 |